# Tecumseh Products
Tecumseh Products Company é uma fabricante americana de compressores herméticos para produtos de ar condicionado e refrigeração. A Tecumseh Products Company possui subsidiárias que vendem produtos para a Tecumseh, tanto interna quanto externamente. Os escritórios corporativos da Tecumseh estão localizados em Ann Arbor, Michigan.

## História

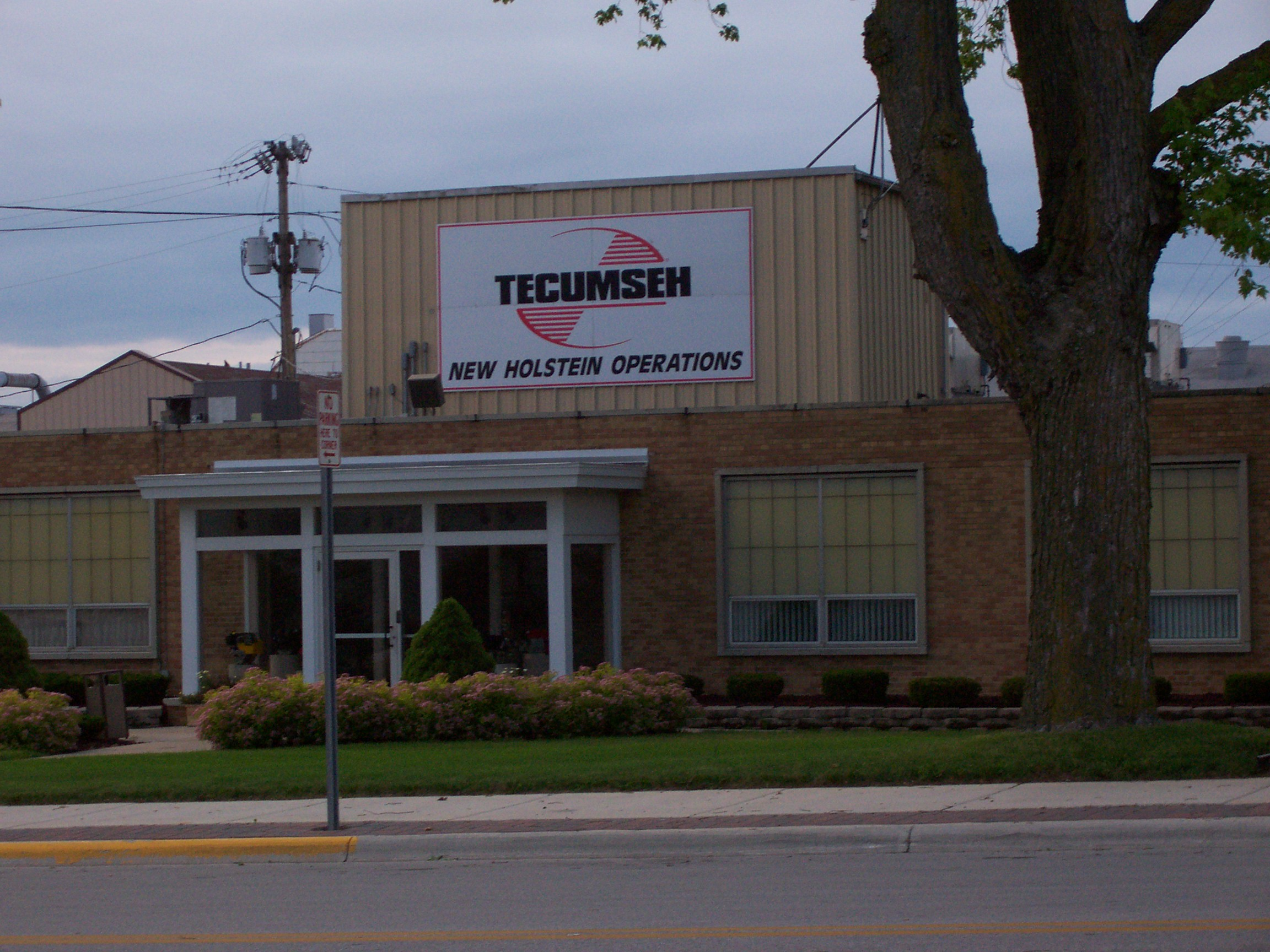
Antiga fábrica de motores em New Holstein, Wisconsin, em 2006, com o logotipo da Tecumseh

Os produtos Tecumseh começaram a ser produzidos em um estábulo na Railroad Street, em Hillsdale, Michigan, em 1931, como Hillsdale Machine and Tool Company. Originalmente fundada por Charles Floyd Sage (mais conhecido como Bill), Ray W. Harrick, Olin Freed, Marshall Davis e Wilbut Groauman para fabricar peças para a Ford Motors, a empresa começou a crescer rapidamente depois que Frank Smith se juntou à Hillsdale com a ideia de um compressor de refrigeração. As operações logo superaram o estábulo e, em 1934, a empresa mudou-se para a cidade de Tecumseh e mudou seu nome para Tecumseh Products Co. Em 1950, a Tecumseh era a maior fabricante independente de compressores de refrigeração do mundo.
Em 1956, a Tecumseh entrou no mercado de motores pequenos adquirindo a Lauson e, em 1957, adquiriu a Power Products Company, fabricante de motores de 2 tempos encontrados em muitas motosserras antigas. Em 2007, as antigas linhas de produtos de motores a gasolina e trem de força da empresa foram vendidas para a Platinum Equity LLC. Em dezembro de 2008, a empresa encerrou sua divisão de fabricação de motores. Posteriormente, a Tecumseh Power vendeu sua unidade de transmissões Peerless para a Husqvarna Outdoor Products. Em 2009, a Tecumseh Products concluiu sua mudança de Tecumseh, Michigan, para Pittsfield Charter Township, Michigan.
A Tecumseh Power fechou suas portas em fevereiro de 2009, quando a Platinum Equity LLC anunciou que a Tecumseh Power Company havia vendido certos ativos de seu negócio de motores para a Certified Parts Corporation, incluindo todo o estoque de peças de motores existentes e inacabadas, ferramentas para fabricar produtos acabados e certos ativos de propriedade intelectual.
Em 2015, a Mueller Industries e a Atlas Holdings concluíram a compra do negócio de refrigeração da Tecumseh.

## Ações judiciais por fixação de preços
A Tecumseh Products Co., sediada em Pittsfield Township, juntamente com unidades da Whirlpool Corp., sediada em Benton Harbor, e a Danfoss Compressors GmbH, chegaram a um acordo em 2013 em um processo judicial por fixação de preços. O acordo custou à Tecumseh aproximadamente US$ 7 milhões, de acordo com uma reportagem do Crain's Detroit Business. O processo, que foi consolidado perante o Juiz Distrital dos EUA, Sean Cox, em 2009, centra-se em uma reunião secreta entre executivos das empresas, bem como da Panasonic Corp., e uma empresa de componentes sediada na Itália. De acordo com o Crain's, o grupo teria se encontrado em um hotel em 2004 como parte de uma conspiração para inflar o preço dos compressores. O Crain's informou que o acordo totalizou US$ 41 milhões e precisa ser aprovado pelo Juiz Cox antes de ser implementado. A parcela da Tecumseh representa 2,7% das vendas da empresa entre fevereiro de 2005 e dezembro de 2008.

## Componentes do motor a gasolina
Em 2007, as antigas linhas de produtos de motores a gasolina e trem de força da empresa, pelas quais a empresa era mais conhecida, foram vendidas para a Platinum Equity LLC, que opera como Tecumseh Power. Os produtos de motores Tecumseh já foram vendidos em mais de 120 países. Em dezembro de 2008, a empresa encerrou sua divisão de fabricação de motores. A Tecumseh Power vendeu seu negócio de transmissões Peerless para a McDermott Outdoor Products.
Em 10 de fevereiro de 2009, a Platinum Equity LLC anunciou que a Tecumseh Power Company havia vendido certos ativos de sua divisão de motores para a Certified Parts Corporation. Isso incluiu a venda de estoque de peças de motores existentes e inacabadas, ferramentas para a fabricação do produto acabado e certos ativos de propriedade intelectual. A Certified Parts Corporation também assumiu a responsabilidade pela garantia de vendas anteriores de motores.
Em uma entrevista publicada pelo The Janesville Gazette em 10 de fevereiro de 2009, o presidente da Certified Parts Corporation, Jim Grafft, afirmou: "Planeja transferir a operação de motores para o Condado de Rock, Wisconsin, onde possui três instalações em Janesville e uma em Edgerton, e inicialmente fornecerá peças para os motores da Tecumseh Power. Grafft também afirmou que sua empresa poderia eventualmente retomar a produção de motores, que a Tecumseh Power encerrou em dezembro de 2008".
Em 1º de setembro de 2010, a Certified Parts Corporation (CPC), de Janesville, Wisconsin, anunciou a assinatura de um acordo com a LCT (Liquid Combustion Technology), de Travelers Rest, Carolina do Sul, para a fabricação conjunta de motores refrigerados a ar para o mercado de equipamentos elétricos para uso externo. O acordo proporcionou à CPC capacidades de engenharia, fabricação e vendas, permitindo-lhe reintroduzir a linha Snow King de motores para sopradores de neve e outros motores anteriormente fabricados e vendidos pela Tecumseh Power. Os motores são representados exclusivamente pela LCT, vendidos sob as marcas Snow King, Lauson e LCT, e atendidos exclusivamente pela CPC e pela rede de revendedores/distribuidores da Tecumseh Power. Tradicionalmente, a linha de motores Snow King equipava mais sopradores de neve do que todas as outras marcas combinadas. A oferta de produtos de motores a gasolina horizontais de 4 tempos da LCT foi ampliada por este acordo, e permitiu que a CPC e a LCT fornecessem motores verticais monocilíndricos e V-twin para fabricantes de equipamentos elétricos para uso externo.